# زیردریایی کلاس تنگ
زیردریایی کلاس تنگ (به انگلیسی: Tang-class submarine) یک کلاس از زیردریایی است.